# Le Maître des mensonges
 (mars 2023).
La mise en forme du texte ne suit pas les recommandations de Wikipédia : il faut le « wikifier ».
Les points d'amélioration suivants sont les cas les plus fréquents :
- Les titres sont pré-formatés par le logiciel. Ils ne sont ni en capitales, ni en gras.
- Le texte ne doit pas être écrit en capitales (les noms de famille non plus), ni en gras, ni en italique, ni en « petit »…
- Le gras n'est utilisé que pour surligner le titre de l'article dans l'introduction, une seule fois.
- L'italique est rarement utilisé : mots en langue étrangère, titres d'œuvres, noms de bateaux, etc.
- Les citations ne sont pas en italique mais en corps de texte normal. Elles sont entourées par des guillemets français : « et ».
- Les listes à puces sont à éviter, des paragraphes rédigés étant largement préférés. Les tableaux sont à réserver à la présentation de données structurées (résultats, etc.).
- Les appels de note de bas de page (petits chiffres en exposant, introduits par l'outil «  Source ») sont à placer entre la fin de phrase et le point final[comme ça].
- Les liens internes (vers d'autres articles de Wikipédia) sont à choisir avec parcimonie. Créez des liens vers des articles approfondissant le sujet. Les termes génériques sans rapport avec le sujet sont à éviter, ainsi que les répétitions de liens vers un même terme.
- Les liens externes sont à placer uniquement dans une section « Liens externes », à la fin de l'article. Ces liens sont à choisir avec parcimonie suivant les règles définies. Si un lien sert de source à l'article, son insertion dans le texte est à faire par les notes de bas de page.
- La présentation des références doit suivre les conventions bibliographiques. Il est recommandé d'utiliser les modèles {{Ouvrage}}, {{Chapitre}}, {{Article}}, {{Lien web}} et/ou {{Bibliographie}}. Le mode d'édition visuel peut mettre en forme automatiquement les références.
- Insérer une infobox (cadre d'informations à droite) n'est pas obligatoire pour parachever la mise en page.

Pour une aide détaillée, merci de consulter Aide:Wikification.
Si vous pensez que ces points ont été résolus, vous pouvez retirer ce bandeau et améliorer la mise en forme d'un autre article.
Le Maître des mensonges (titre original : Master of Lies (aka Black Angel)) est un roman d'horreur écrit par Graham Masterton, publié aux États-Unis en 1992 par les éditions Tor Books. 
Ce roman raconte l'histoire du lieutenant Larry Foggia qui mène une enquête sur une série de meurtres à caractère diabolique. Alors que la vérité sur le mobile des crimes dépasse toute logique rationnelle, Foggia se voit alors contraint de recourir à des séances de spiritisme et s'intéresser à la démonologie pour résoudre l'affaire.  

## Résumé
Joe Berry, un flic à la retraite, et sa famille heureuse profitent d'une soirée tranquille lorsqu'un géant portant un masque à cornes fait irruption dans leur maison, oblige Joe et sa femme à se clouer mutuellement au sol avec des pointes de chemin de fer, puis leurs petits enfants au mur, taillade et viole la femme avec jubilation, et brûle vif toute la famille. Ce crime atroce est le premier d'une longue série de meurtres rituels qui vont secouer la ville de San Francisco. Les autorités ont surnommé l'auteur de ces meurtres rituels "Fog City Satan", en raison de leur horreur. Bien que tous les meurtres soient similaires, il n'y a aucun schéma récurrent ni lien évident entre eux, à part leur caractère atroce. Le lieutenant Larry Foggia est chargé de l'enquête. Il se retrouve confronté à des indices mystérieux et surnaturels, comme le visage du démon Bélial visage fantomatique apparaissant dans sa paume pour lui chuchoter des secrets, des menaces et des mensonges. Malgré les défis qui se dressent sur sa route, le lieutenant Foggia continue de poursuivre l'assassin pour mettre fin à cette série de meurtres abominables. 

## Incipit du roman
"Joe Berry, essuya consciencieusement les dernières traces de sauce bolognaise avec un morceau de pain, puis repoussa son assiette, et ce fut la fin de ce qui serait son dernier repas". Cet incipit introduit la scène la plus sadique de l'histoire de l'horreur, selon la revue littéraire américaine Kirkus Reviews. 